# Scrophularia khorassanica
Scrophularia khorassanica är en flenörtsväxtart som beskrevs av Farideh Attar och Joharchi. Scrophularia khorassanica ingår i släktet flenörter, och familjen flenörtsväxter. Inga underarter finns listade i Catalogue of Life.